# Ellen Bollansee
Ellen Bollansee (ur. 16 marca 1980 w Herentals) – belgijska kolarka BMX, srebrna medalistka mistrzostw świata.

## Kariera
Największy sukces w karierze Ellen Bollansee osiągnęła w 2000 roku, kiedy zdobyła srebrny medal w kategorii elite podczas mistrzostw świata w Córdobie. W zawodach tych wyprzedziła ją jedynie Australijka Natarsha Williams, a trzecie miejsce zajęła María Gabriela Díaz z Argentyny. Startowała także na mistrzostwach w Vallet (1999) i mistrzostwach w Louisville (2001), ale nie stanęła na podium. Ponadto w 1997 roku zdobyła brązowy medal w kategorii juniorów na mistrzostwach świata w Saskatoon.